# ナナ (歌手)
ナナ（朝: 나나、2001年3月9日 - ）は、韓国の歌手、女優。女性アイドルグループ・WOOAH、及びEL7Z UPのメンバー。SSQエンターテインメント所属。身長163cm、血液型B型。

## 略歴
2001年3月9日、生まれる。SMエンタテインメントに何回かスカウトされた経験がある。高校1年の頃、在学中にNVエンターテイメント代表のキム・ギュサンにスカウトされ所属する。
2019年、DickPunksの楽曲「とにかくリアルズ (with チョ・ジョンチ)」のMVに出演。
2020年5月13日、woo!ah!のメンバーとしてデビュー。同年12月にウェブドラマ『ノーパックロマンス』に出演し、女優として演技デビュー。
2022年10月20日、EBSのテレビドラマ『君が落ちた世界』にユ・ジェビ役として主演を務める。
2023年2月8日 - 、Billlieのムンスア、つきと共にMBC MUSICの音楽番組「SHOW CHAMPION」の司会として抜擢。
2023年6月13日 - 8月15日、Mnet主催のサバイバルオーディション番組「QUEENDOM PUZZLE」にwoo!ah!メンバーとして同グループのウヨンと共に出演。最終順位2位でプロジェクトガールズグループ「EL7Z UP」のメンバーとなった。

## 人物
趣味はゲーム、特技は腕相撲であり、腕相撲大会で優勝経験がある。
憧れのアーティストはBLACKPINKのジェニーを挙げている。
ATEEZのジョンホは同じ中学校と高校の先輩である。

## 作品

### 参加作品
| タイトル                                    | 収録曲                           |
| ------------------------------------------- | -------------------------------- |
| 君が落ちた世界 OST Part1 （2022年10月27日） | 1. 未知から 2. 未知から（Inst.） |

## 出演

### テレビ番組
- SHOW CHAMPION（2023年2月8日 - 、MBC MUSIC）- 司会
- QUEENDOM PUZZLE (2023年6月13日 - 8月15日、Mnet)

### テレビドラマ
- 君が落ちた世界（2022年10月20日 - 12月23日、EBS）- ユ・ジェビ役

### ウェブドラマ
- ノーバックロマンス（2020年12月22日 - 2021年2月23日、LALA MEDIA）- チェ・ボナ役
- MIMICUS（2022年7月22日-2022年9月14日、NAVER NOW・PLAYLIST・ABEMA）- シン・ダラ役

### MV
- DickPunks - とにかくリアルズ (with チョ・ジョンチ)（2019年）